# Kindl Gabriella (kézilabdázó)
Kindl Gabriella (Mohács, 1979. szeptember 15. –) magyar és montenegrói válogatott kézilabdázó, aki 32 évesen, 2011 júniusában fejezte be az e sporthoz kötődő pályafutását. A balátlövő, visszavonulása előtt, a montenegrói Budućnost Podgorica csapatában szerepelt legutoljára.

## Élete, pályafutása
Kindl Gabriella 1979-ben született Mohácson. 10 éves korában ott is kezdett el kézilabdázni, első profi klubja a Mohácsi TE volt. Pécsre igazolt, ahol a serdülőcsapatban játszott. Egy serdülőtornán, 1999-ben a Győri Audi ETO KC is felfigyelt rá, ezért 99-ben Győrbe igazolt. Eleinte az ificsapatban szerepelt, de érkezése után félévvel már szerepelt a felnőttcsapatban. Nagyon jól érezte magát Győrben, de 2003-ban átigazolt a dunaújvárosi Dunaferrhez. Kindl Gabriella a Dunaferrben volt a legsikeresebb, hiszen kétszeres magyar bajnok és magyar-kupa győztes lett. A 2004/05-ös szezon nem úgy sikerült neki, ahogy eltervezte, hiszen csapattársa Kulcsár Anita életét vesztette, neki pedig sorozatban sérülései voltak. Ennek ellenére az akkori csapat nagyon összetartó volt. A 2005/06-os szezonban a dunaújvárosi csapat megfiatalodott, és bronzérmet szerzett a bajnokságban. A Dunaújvárosban eltöltött három évet követően 2006-ban a szlovén Krim Ljubljanához igazolt, ahol két magyar játékostársa is volt, Pálinger Katalin és Siti Eszter személyében. Két évet töltött el a Krimnél, amikor eligazolt a montenegrói bajnok csapathoz, a Budućnost Podgoricához. Pályafutását ennél a csapatnál fejezte be, utolsó mérkőzését a 2011-ben megrendezett Regionális Liga négyes döntőjének fináléjában, a Podravka Vegeta elleni győzelemmel véget ért mérkőzésen vívta.

### Válogatottként
Kindl Gabriella 2000. november 22-én szerepelt legelőször a válogatottban, Szlovákia ellen, barátságos mérkőzésen. Tagja volt a 2000-ben aranyérmet szerzett magyar válogatottnak. 2002-ben a dániai Európa-bajnokságon ujjtörése miatt nem vehetett részt. 2004-ben behívták az athéni olimpiára készülő csapathoz, de nem került ki az olimpiára. Ugyanabban az évben az Európa bajnokságon szerepelt a válogatottban, ahol bronzérmet szerzett a magyar válogatott. 2005-ben az akkori világbajnokságon is szerepelt, ahol a megfiatalított magyar válogatott bronzérmet szerzett. 2005 óta Kindl Gabriella nem volt tagja a magyar válogatottnak, ezért 2009. január 29-én hivatalossá vált, hogy a montenegrói válogatottban fogja folytatni a válogatott pályafutását. Bár az EHF-től nem érkezett meg időben Kindl Gabriella játékengedélye, a másik csapat beleegyezésével, 2009. március 6-án debütálhatott a montenegrói válogatottban, egy barátságos mérkőzésen Románia ellen, ahol hét gólt is szerzett. A montenegrói csapattal egy világeseményen vett részt, a 2010-es EB-n, ahol a délszláv csapattal 6. helyezett lett.

## Eredményei

### Magyar válogatott

#### Európa-bajnokság
- - 2000 Románia: 1. hely 
  - 2004 Magyarország: 3. hely

#### Világbajnokság
- - 2005 Oroszország: 3. hely 
  - 2001 Olaszország: 6. hely

### Montenegrói válogatott

#### Európa-bajnokság
- - 2010 Norvégia/Dánia: 6. hely

### Győri ETO
- - 1 magyar bajnoki ezüstérem: 1999-2000
  - 3 magyar bajnoki bronzérem: 1998-1999, 2000-2001, 2001-2002
  - 2 magyar kupa ezüst: 1999-2000, 2001-2002
  - 2 EHF-kupa-ezüst: 1998-1999, 2001-2002

### Dunaferr NK
- - 2 magyar bajnoki aranyérem: 2002-2003, 2003-2004
  - 1 magyar bajnoki ezüstérem: 2004-2005
  - 1 magyar bajnoki bronzérem: 2005-2006
  - 1 magyar kupa arany: 2003-2004
  - 2 magyar kupa ezüst: 2002-2003, 2004-2005
  - 1 EHF-kupa-ezüst: 2002-2003

### Krim Ljubljana
- - 2 szlovén bajnoki aranyérem: 2006-2007, 2007-2008
  - 2 szlovén kupa arany: 2006-2007, 2007-2008

### Budućnost Podgorica
- - 3 montenegrói bajnoki aranyérem: 2008-2009, 2009-2010, 2010-2011
  - 3 montenegrói kupa arany: 2008-2009, 2009-2010, 2010-2011
  - 2 Regionális Liga-aranyérem: 2009-2010, 2010-2011
  - 1 Regionális Liga-ezüstérem: 2008-2009
  - 1 KEK-aranyérem: 2009-2010
  - S-Ladies Cup (németországi felkészülési torna) ezüstérmes (2009)